# Következő Generációs Túraautó
A Következő Generációs Túraautó (Next Generation Touring Car, NGTC) egy TOCA által szabályozott géposztály. A specifikáció magában foglalja a túraautóversenyzést. Az NGTC kategória célja, hogy a gyártók és privát csapatok kisebb költségekkel tudjanak hasonlóan versenyképes autókkal versenyezni az egyre drágább S2000-es autók helyett. Ilyen fajta autók versenyeztetését először a Brit túraautó-bajnokság engedélyezte 2011-ben. Azonban NGTC motorokat már használt három csapat a 2010-es szezonban.
Az új műszaki előírások bevezetésének az volt a célja, hogy megfeleljenek az alábbi kritériumoknak:
- Drasztikusan csökkenteni az autók és motorok tervezésének, építésének és üzemeltetésének költségeit
- A teljesítmény jelenlegi szinten tartása 2013-ig, biztosítva az azonos teljesítményt az S2000-es autókkal
- Csökkenteni az autók közötti jelentős teljesítménykülönbségeket

## Specifikáció

### Motor
Az NGTC szabályok szerinti motort először 2010 februárjában tesztelték, majd az egész 2010-es szezonban tesztelték a motort. A Pirtek Racing Vauxhall-jában tesztelték a motort ami nagyon jól teljesített a Snetterton-i egyhetes teszt során.
A 2010-es szezonban a Pirtek Racing és a Pinkney Motorsport Vauxhall Vectraiban volt NGTC motor.
A motorról:
- 300 lóerőre vagy még nagyobb teljesítményre képes 2 literes turbófeltöltős közvetlen befecskendezéses motor
- Elektronikus gázpedál.
- Olcsó a fejlesztése, építése, vásárlása és fenntartása. A csapatok eldönthetik, hogy saját motort építenek vagy bérelnek/vásárolnak kész TOCA-BTCC motort.
- Over-boost funkció. Ez lehetővé teszi a nagyobb teljesítményt 2013-tól.[4]

### Meghajtás
- Xtrac által gyártott 6 sebességes szekvenciális váltó.
- AP Racing karbon tengelykapcsoló.
- Első- vagy hátsókerékhajtás.[4] A TOCA eredetileg csak az elsőkerékhajtású autókat engedélyezte, később a sok hátsókerékhajtású autót használó csapatra való tekintettel a hátsókerékhajtást is engedélyezte.

### Felfüggesztés
- Teljes első segédvázat tartalmazó felfüggesztés.
- Állítható kettős keresztlengőkaros lengéscsillapító.

### Karosszéria
- Legalább 4,4 méter hosszú 2, 3, 4 vagy 5 ajtós.
- Meghatározott első aerodinamikai készüléket magában foglaló sík padló, nyílások radiátor, fék hűtés csövek, intercooler és az oldalsó kijárat.
- Megadott hátsószárny profil.
- Az alapmodell kapható az Egyesült Királyságban.
- 18 collos kerekek.

### Fékek
- AP Racing által meghatározott csomag
- AP Racing által meghatározott pedal-box

### Elektronika
- Cosworth által meghatározott csomagba tartalmazó ECU, műszerfal, adatgyűjtő és erőátvitel.
- Közös energiagazdálkodási doboz a kapcsoló paneleknek és a kábelkötegeknek.

### Irányár
A teljes autó irányára kevesebb mint 100 000 angol font attól függően, hogy a csapatok építik a motort vagy bérlik/vásárolják. Ha a TOCA-BTCC motort bérlik akkor 25 000 angol font.

## Modellek
A következő generációs túraautó szabályok szerint az alábbi modellek versenyeznek bajnokságban jelenleg:
- Audi A4: Rob Austin egy Audi A4-est versenyeztet 2011-ben, de kettőt építtetett GPR Motorsport-tal.[5]
- Honda Civic:[6] A Honda Racing Team a legújabb generációs Civic-re vált ami már az NGTC szabályok szerint épül, a Honda az első gyári csapat amely áttér az NGTC autóval való versenyzésre.
- MG6 GT - Az MG KX Momentum Racing fog versenyezni az MG6 GT modellel a 2012-es brit túraautó-bajnokságban.[7]
- Proton Gen-2: A Welch Motorsport vezeti vissza a Proton-t a BTCC-be.[8]
- Proton Persona - A Welch Motorsport 2012-ben ezzel az autóval versenyzik a Gen-2 típus helyett aerodinamikai okok miatt.
- Toyota Avensis - Az első NGTC autó a 2010-es évzáró Brands Hatch-i fordulón ment néhány bemutatókört a verseny előtt. Az Avensis-t választották az NGTC prototípus modellnek. A Dynojet és a Speedworks Motorsport 1-1 Toyota Avensis-t versenyeztet 2011-ben, az autókat Frank Wrathall és Tony Hughes vezeti. Ez az autó már év elején megmutatta, hogy van helye a legjobb 12 között.
- Vauxhall Insignia: Thorney Motorsport mutatja be a Vauxhall Insigniát a BTCC-ben.

Az alábbi autók részvétele várható:
- Škoda Octavia: A TH Motorsport a Škoda Octavia vRSel tervezi a BTCC-be való visszatérést 2012-ben. Ha ez megvalósul, akkor a Škoda bemutatkozhat a BTCC-ben.

## Bajnokságok

### Jelen
Jelenleg az alábbi bajnokságban használnak NGTC szabály szerint épült autó(ka)t:
- Brit túraautó-bajnokság
- Skandináv túraautó-bajnokság[9]

## Reference
1. ↑  http://www.btcc.net/html/generalnews_detail.phpid=1489&month=0&year=2010&form=search&searchterm=NGTC%5B%5D
2. ↑  Archivált másolat. [2012. március 4-i dátummal az eredetiből archiválva]. (Hozzáférés: 2010. november 27.)
3. ↑  „Strong first run for NGTC engine”, btcc.net, British Touring Car Championship, 2010. február 26.. [2012. február 19-i dátummal az eredetiből archiválva] (Hozzáférés: 2010. március 1.)
4. 1 2  Full NGTC Spec Announced. [2011. szeptember 11-i dátummal az eredetiből archiválva]. (Hozzáférés: 2011. július 8.)
5. ↑  „Archivált másolat”, British Touring Car Championship, TOCA, 2010. december 13.. [2012. március 4-i dátummal az eredetiből archiválva] (Hozzáférés: 2010. december 13.)
6. ↑  „Honda confirm NGTC Civic entry for 2012”, http://www.touringcartimes.com, 2011. szeptember 1. (Hozzáférés: 2011. szeptember 1.) [halott link]
7. ↑  „MG announces BTCC return”, British Touring Car Championship, TOCA, 2012. január 25.. [2012. július 8-i dátummal az eredetiből archiválva] (Hozzáférés: 2012. január 25.)
8. ↑  „BTCC 2011 Season Starts 2nd-3rd April at Brands Hatch”, welchmotorsport.com, Welch Motorsport. [2011. március 20-i dátummal az eredetiből archiválva] (Hozzáférés: 2011. február 15.)
9. ↑  Archivált másolat. [2011. március 13-i dátummal az eredetiből archiválva]. (Hozzáférés: 2011. március 19.)